# オロブル
オロブル（伊: Oroblù）は、イタリアのストッキングブランド。CSPインターナショナルが展開している。
1972年創業。世界40か国で販売している。2005年には男性下着ブランドOROBLU manを展開開始。

## ブランド名
- OROBLU（Oroblù）
- OROBLU man